# Paramount Airlines
Paramount Airlines es una compañía de aviación en Sierra Leona que proporciona vuelos de helicópteros entre la capital, Freetown, y el Aeropuerto Internacional Lungi así como otros vuelos en el país. Paramount Airlines también efectúa vuelos a otros lugares del oeste de África incluyendo Abuya, Nigeria. Los vuelos fueron cancelados por el gobierno de Sierra Leona por razones de seguridad tras un corto vuelo desde Freetown que se estrelló cuando aterrizaba en el Aeropuerto Internacional Lungi, matando a las 22 personas a bordo.
La aerolínea tiene prohibido operar en territorio europeo.

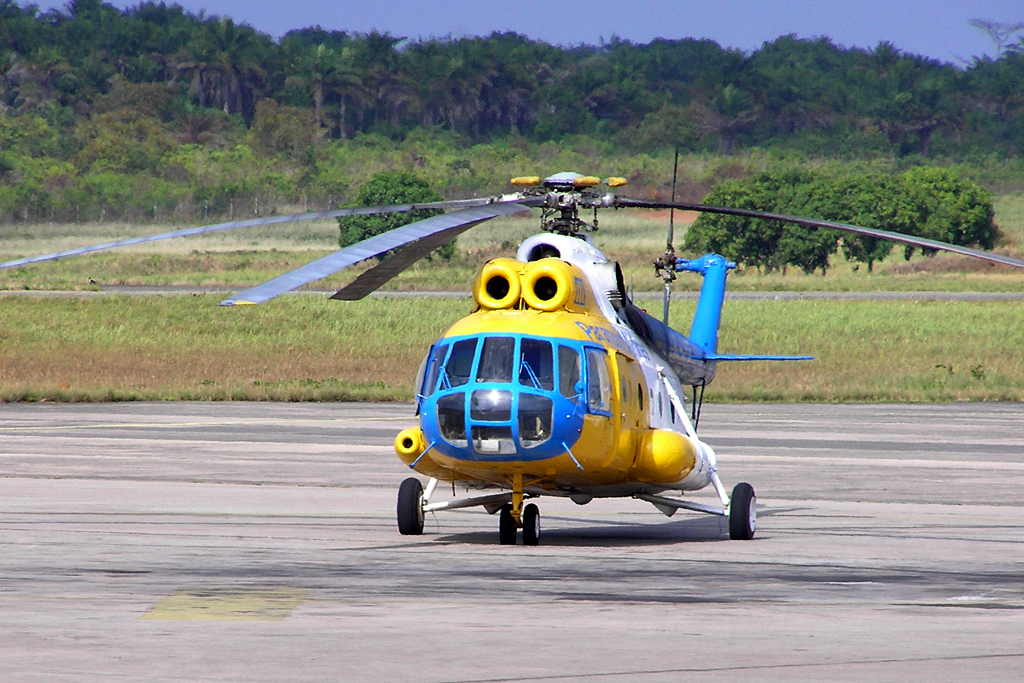
Mil Mi-8 de Paramount Airlines en el aeropuerto Lungi en Freetown

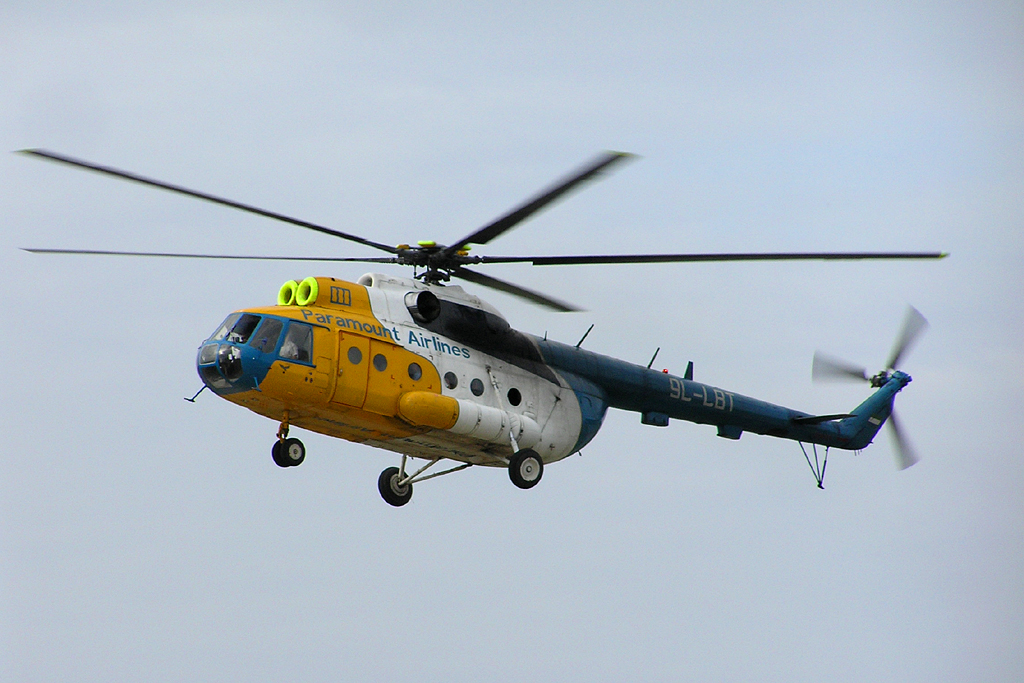
Mil Mi-8 de Paramount Airlines en Freetown, llegando desde el helipuerto Mammy Yoko en Freetown

## Accidentes
El 3 de junio de 2007, un helicóptero en vuelo desde Freetown se estrelló mientras aterrizaba en el aeropuerto Lungi, matando a las 22 personas a bordo.